# Calberlah
Calberlah er en kommune i Landkreis Gifhorn i den tyske delstat Niedersachsen. Den ligger mod øst i amtet (Samtgemeinde) Isenbüttel, vest for byen Wolfsburg.

## Geografi
Isenbüttel ligger på højden Papenteich mellem floderne Hehlenriede og Mühlenriede.
I den sydvestlige del af kommunen drejer Elbe-Seitenkanal af fra Mittellandkanal

### Inddeling
I kommunen ligger syv landsbyer:
- Allenbüttel
- Allerbüttel
- Brunsbüttel
- Calberlah
- Edesbüttel
- Jelpke
- Wettmershagen